# Davey Paul
Davey Paul (nacido David Peters, 18 de marzo de 1916 - 6 de julio de 1998) fue un boxeador canadiense del peso pluma que boxeó desde 1935 a 1938. Es miembro del Salón de la Fama del boxeo canadiense.
Paul ganó el título Canadian Golden Gloves flyweight en 1935. Durante su carrera realizó más de 50 peleas profesionales, y también fue entrenador físico oficial en las fuerzas aéreas canadienses durante la Segunda Guerra Mundial y, antes de la guerra, había sido empresario de un comercio minorista.

## Vida personal
Se casó con Dorothy Jura (1918-1986) en 1938, y tuvo dos hijos, Martín y Brian.